# Ancylometis lavergnella
Ancylometis lavergnella is een vlinder uit de familie sikkelmotten (Oecophoridae). De wetenschappelijke naam van deze soort is voor het eerst geldig gepubliceerd in 2011 door Guillermet.
De soort komt voor in tropisch Afrika.